# Ourol
Ourol là một đô thị ở tỉnh Lugo thuộc cộng đồng tự trị Galicia. Đô thị này thuộc comarca La Mariña Occidental.
Dân số năm 2003: 1.407 người theo kết quả điều tra của INE.

## Parroquia
- Ambosores (Santa María)
- Bravos (Santiago)
- Merille (Santa Eulalia)
- Miñotos (San Pedro)
- Ourol (Santa María)
- San Pantaleón de Cabanas (San Pantaleón)
- O Sisto (Santa María)
- Xerdiz (Santa María)